# Arrout
Pour les articles homonymes, voir Arrou (Eure-et-Loir), Arrou (Loir-et-Cher) et Arroux.
Arrout est une commune française, située dans le département de l’Ariège en région Occitanie.
Localisée dans le nord-ouest du département, la commune  fait partie, sur le plan historique et culturel, du Couserans, pays aux racines gasconnes structuré par le cours du Salat (affluent de la Garonne). Exposée à un climat de montagne, elle est drainée par le Lez, le ruisseau de Lachein et le ruisseau de Lasquert. Incluse dans le parc naturel régional des Pyrénées ariégeoises, la commune possède un patrimoine naturel remarquable composé de trois zones naturelles d’intérêt écologique, faunistique et floristique.
Arrout est une commune rurale qui compte 92 habitants en 2022, après avoir connu un pic de population de 316 habitants en 1856. Elle fait partie de l'aire d'attraction de Saint-Girons. Ses habitants sont appelés les Arrotois ou Arrotoises.

## Géographie

### Localisation
- 1Carte dynamique
- 2Carte OpenStreetMap
- 3Carte topographique
- 4Carte avec les communes environnantes

La commune d’Arrout se trouve dans le département de l’Ariège, en région Occitanie.
Elle se situe à 47 km à vol d’oiseau de Foix, préfecture du département, et à 11 km de Saint-Girons, sous-préfecture.
Les communes les plus proches sont : 
Balaguères (1,4 km), Cescau (1,8 km), Audressein (1,8 km), Engomer (2,6 km), Castillon-en-Couserans (2,7 km), Sor (3,1 km), Argein (3,2 km), Villeneuve (3,8 km).
Sur le plan historique et culturel, Arrout fait partie du Couserans, pays aux racines gasconnes structuré par le cours du Salat (affluent de la Garonne), que rien ne prédisposait à rejoindre les anciennes dépendances du comté de Foix.
|        | Balaguères |        |
| Argein | Arrout     | Cescau |
|        | Audressein |        |

Commune des Pyrénées située dans le Castillonnais en Couserans au sud-ouest de Saint-Girons. Elle fait partie de la communauté de communes Couserans - Pyrénées et du parc naturel régional des Pyrénées ariégeoises.

### Géologie et relief
La commune est située dans les Pyrénées, une chaîne montagneuse jeune, érigée durant l'ère tertiaire (il y a 40 millions d'années environ), en même temps que les Alpes. Les terrains affleurants sur le territoire communal sont constitués de roches sédimentaires datant du Mésozoïque, anciennement appelé Ère secondaire, qui s'étend de −252,2 à −66,0 Ma. La structure détaillée des couches affleurantes est décrite dans la feuille « n°1073 - Aspect » de la carte géologique harmonisée au 1/50 000ème du département de l'Ariège, et sa notice associée.
La superficie cadastrale de la commune publiée par l’Insee, qui sert de références dans toutes les statistiques, est de 3,02 km2,. La superficie géographique, issue de la BD Topo, composante du Référentiel à grande échelle produit par l'IGN, est la même. Son relief est particulièrement découpé puisque la dénivelée maximale atteint 479 mètres. L'altitude du territoire varie entre 480 m et 959 m.

### Hydrographie

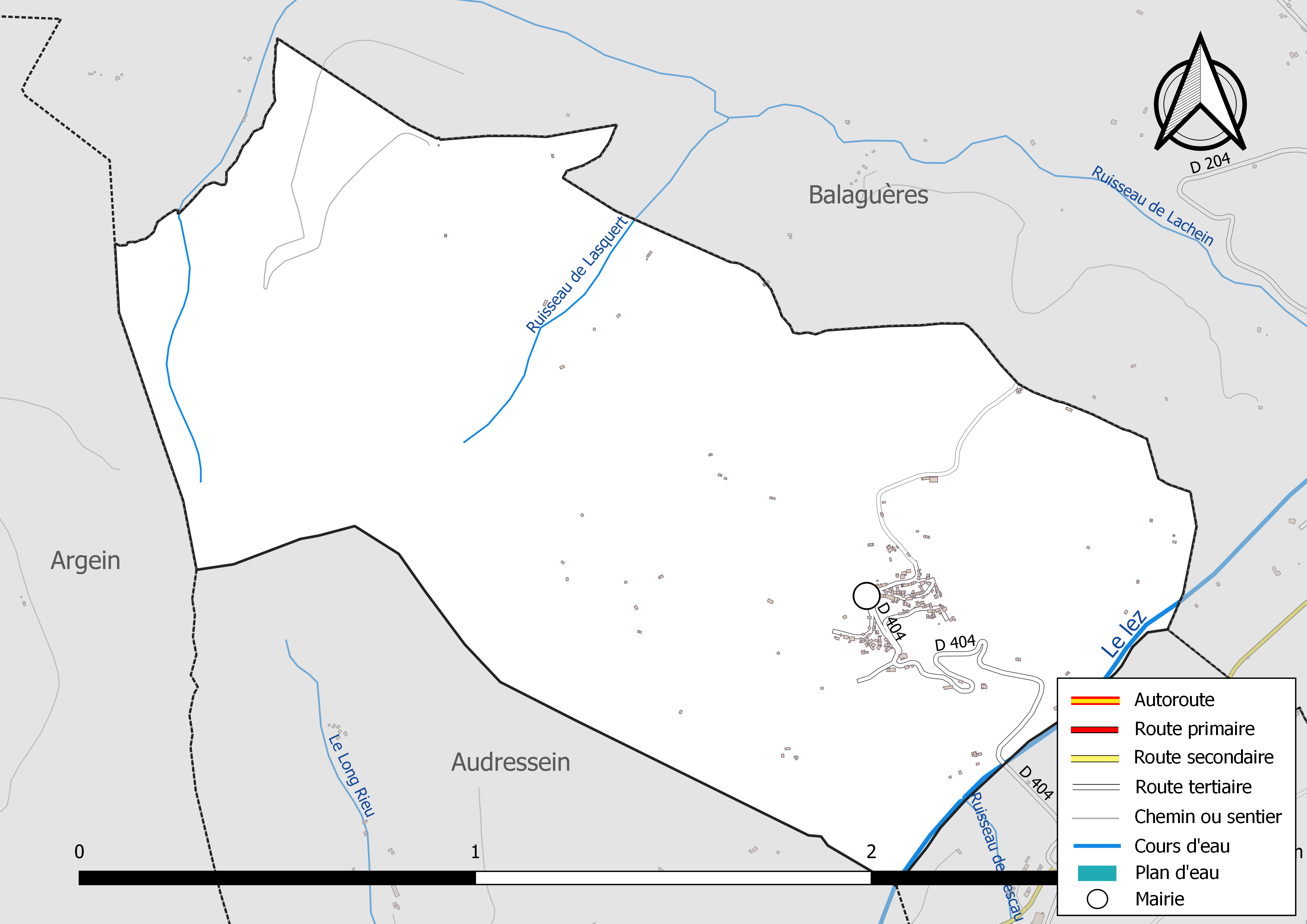
Réseaux hydrographique et routier d’Arrout.

La commune fait partie du bassin versant de la Garonne, au sein du bassin hydrographique Adour-Garonne. Elle est drainée par le Lez, le ruisseau de Lachein et le ruisseau de Lasquert, constituant un réseau hydrographique de 3 km de longueur totale,.
Le Lez, d’une longueur totale de 35,8 km, prend sa source dans la commune de Sentein et s’écoule du sud-ouest vers le nord-est. Il longe la commune sur son flanc sud-est et se jette dans le Salat à Saint-Girons, après avoir traversé 11 communes.

### Climat
Pour des articles plus généraux, voir Climat de l'Occitanie et Climat de l'Ariège.
En 2010, le climat de la commune est de type climat des marges montargnardes, selon une étude s'appuyant sur une série de données couvrant la période 1971-2000. En 2020, Météo-France publie une typologie des climats de la France métropolitaine dans laquelle la commune est exposée à un climat de montagne et est dans la région climatique Pyrénées centrales, caractérisée par une pluviométrie annuelle de 1 000 à 1 200 mm.
Pour la période 1971-2000, la température annuelle moyenne est de 10,9 °C, avec une amplitude thermique annuelle de 14,6 °C. Le cumul annuel moyen de précipitations est de 1 058 mm, avec 10 jours de précipitations en janvier et 7,3 jours en juillet. Pour la période 1991-2020, la température moyenne annuelle observée sur la station météorologique la plus proche, située sur la commune d'Augirein à 9 km à vol d'oiseau, est de 11,7 °C et le cumul annuel moyen de précipitations est de 1 257,9 mm,. Pour l'avenir, les paramètres climatiques de la commune estimés pour 2050 selon différents scénarios d'émission de gaz à effet de serre sont consultables sur un site dédié publié par Météo-France en novembre 2022.

### Milieux naturels et biodiversité

#### Espaces protégés
La protection réglementaire est le mode d’intervention le plus fort pour préserver des espaces naturels remarquables et leur biodiversité associée,.
La commune fait partie du parc naturel régional des Pyrénées ariégeoises, créé en 2009 et d’une superficie de 245 973 ha, qui s’étend sur 138 communes du département. Ce territoire unit les plus hauts sommets aux frontières de l’Andorre et de l’Espagne (la Pique d’Estats, le Mont Valier, etc) et les plus hautes vallées des avants-monts, jusqu’aux plissements du Plantaurel.

#### Zones naturelles d’intérêt écologique, faunistique et floristique
L’inventaire des zones naturelles d’intérêt écologique, faunistique et floristique (ZNIEFF) a pour objectif de réaliser une couverture des zones les plus intéressantes sur le plan écologique, essentiellement dans la perspective d’améliorer la connaissance du patrimoine naturel national et de fournir aux différents décideurs un outil d’aide à la prise en compte de l’environnement dans l’aménagement du territoire.
Deux ZNIEFF de type 1 sont recensées sur la commune :
la « partie aval du Lez entre Les Bordes-sur-Lez et Saint-Girons » (76 ha), couvrant 9 communes du département, et 
la « soulane de Balaguères au Char de Liqué » (5 178 ha), couvrant 13 communes du département
et une ZNIEFF de type 2, : 
le « massif d’Arbas » (27 233 ha), couvrant 90 communes dont 48 dans l’Ariège et 42 dans la Haute-Garonne.

Carte des ZNIEFF de type 1 et 2 à Arrout.
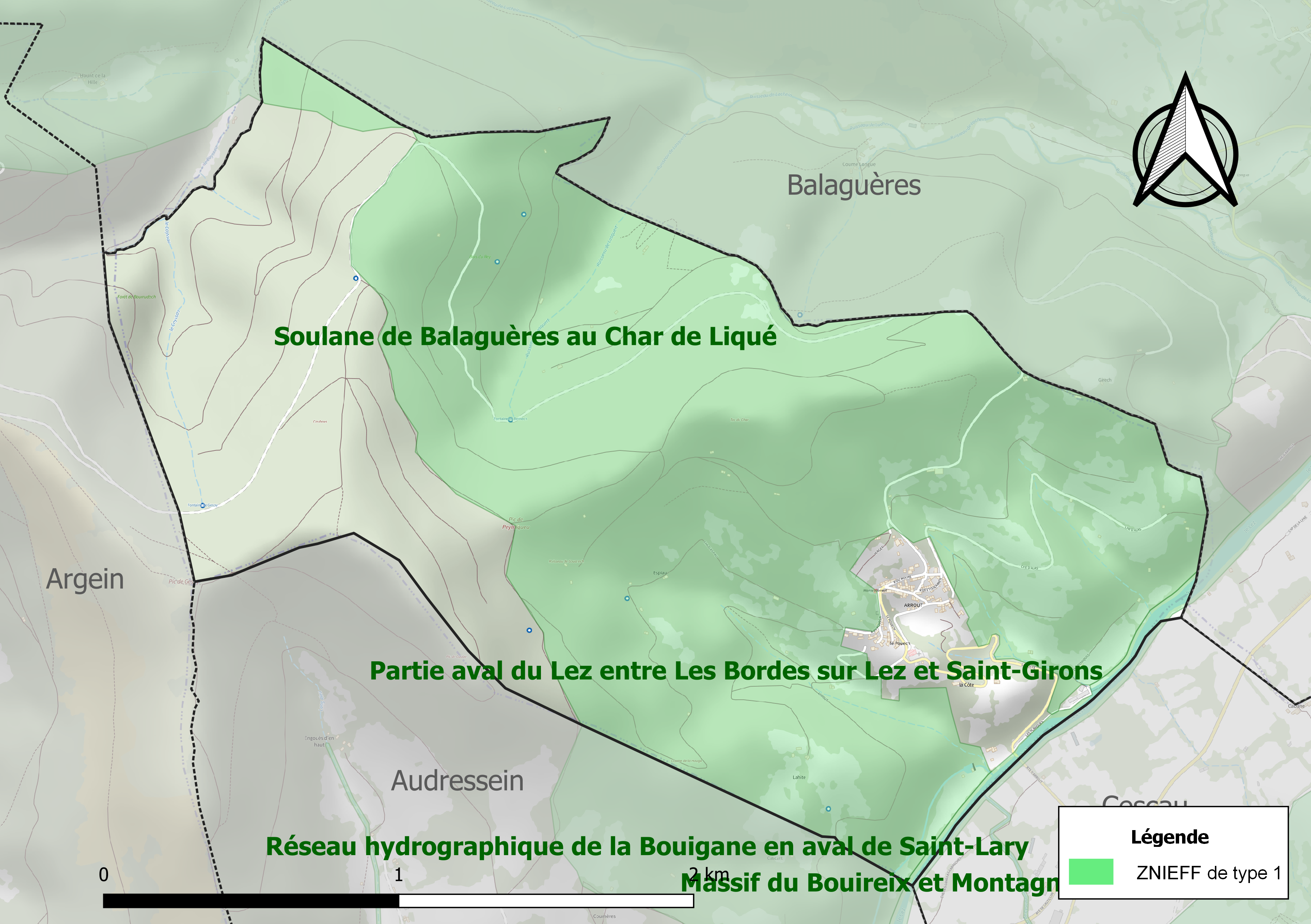
Carte des ZNIEFF de type 1 sur la commune.
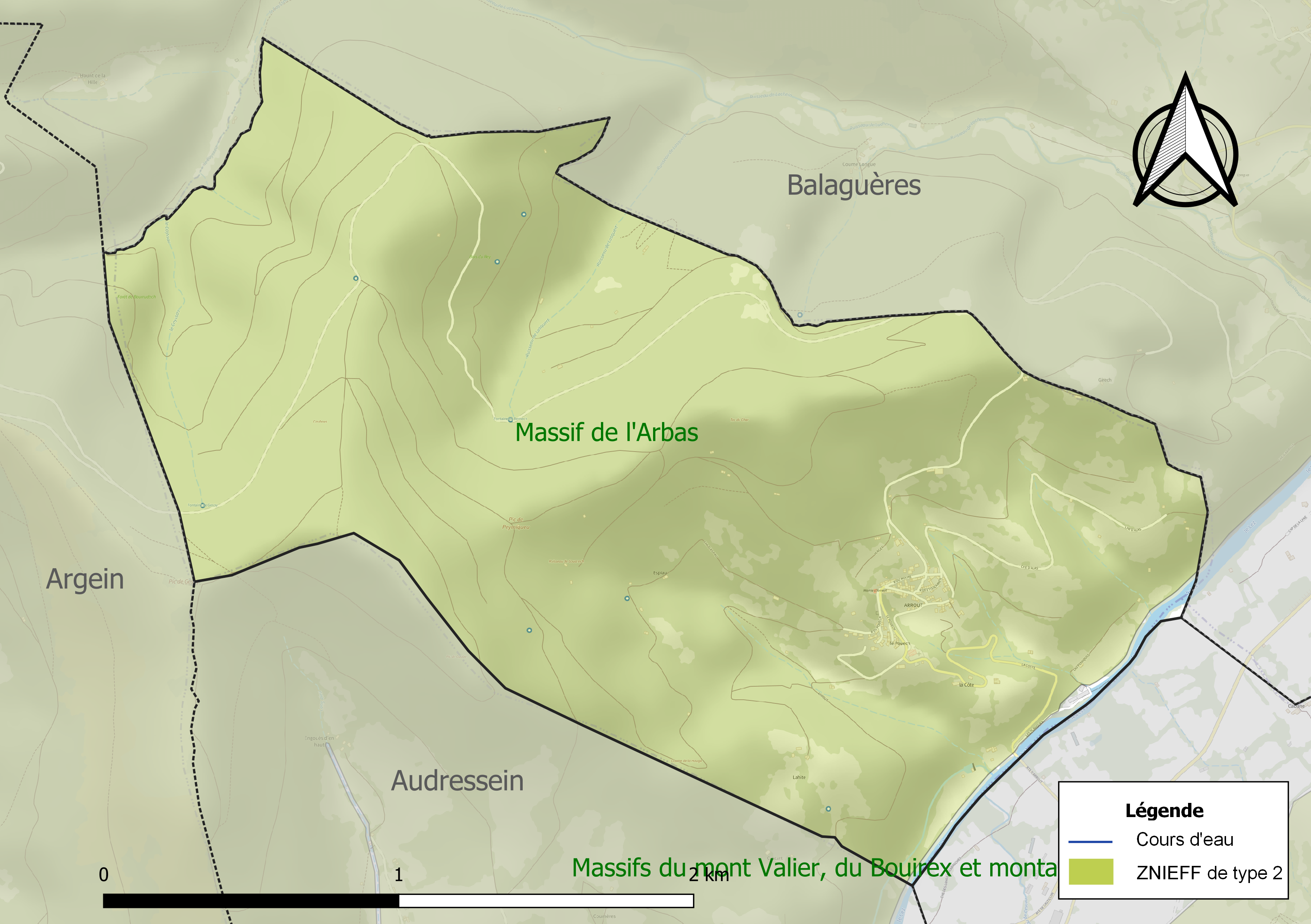
Carte de la ZNIEFF de type 2 sur la commune.

## Urbanisme

### Typologie
Au 1er janvier 2024, Arrout est catégorisée commune rurale à habitat dispersé, selon la nouvelle grille communale de densité à 7 niveaux définie par l'Insee en 2022.
Elle est située hors unité urbaine. Par ailleurs la commune fait partie de l'aire d'attraction de Saint-Girons, dont elle est une commune de la couronne,. Cette aire, qui regroupe 70 communes, est catégorisée dans les aires de moins de 50 000 habitants,.

### Occupation des sols
L’occupation des sols de la commune, telle qu’elle ressort de la base de données européenne d’occupation biophysique des sols Corine Land Cover (CLC), est marquée par l’importance des forêts et milieux semi-naturels (83,3 % en 2018), une proportion identique à celle de 1990 (83,3 %). La répartition détaillée en 2018 est la suivante : 
forêts (83,3 %), prairies (16,7 %).
L’IGN met par ailleurs à disposition un outil en ligne permettant de comparer l’évolution dans le temps de l’occupation des sols de la commune (ou de territoires à des échelles différentes). Plusieurs époques sont accessibles sous forme de cartes ou photos aériennes : la carte de Cassini (XVIIIe siècle), la carte d’état-major (1820-1866) et la période actuelle (1950 à aujourd’hui).

### Habitat et logement
En 2018, le nombre total de logements dans la commune était de 71, alors qu’il était de 67 en 2013 et de 64 en 2008.
Parmi ces logements, 53,9 % étaient des résidences principales, 44,7 % des résidences secondaires et 1,4 % des logements vacants. Ces logements étaient pour 95,9 % d’entre eux des maisons individuelles et pour 4,1 % des appartements.
Le tableau ci-dessous présente la typologie des logements à Arrout en 2018 en comparaison avec celle de l’Ariège et de la France entière. Une caractéristique marquante du parc de logements est ainsi une proportion de résidences secondaires et logements occasionnels (44,7 %) supérieure à celle du département (24,6 %) et à celle de la France entière (9,7 %). Concernant le statut d’occupation de ces logements, 87,2 % des habitants de la commune sont propriétaires de leur logement (82,9 % en 2013), contre 66,3 % pour l’Ariège et 57,5 % pour la France entière.
| Typologie                                               | Arrout | Ariège | France entière |
| ------------------------------------------------------- | ------ | ------ | -------------- |
| Résidences principales (en %)                           | 53,9   | 65,7   | 82,1           |
| Résidences secondaires et logements occasionnels (en %) | 44,7   | 24,6   | 9,7            |
| Logements vacants (en %)                                | 1,4    | 9,7    | 8,2            |

### Risques majeurs

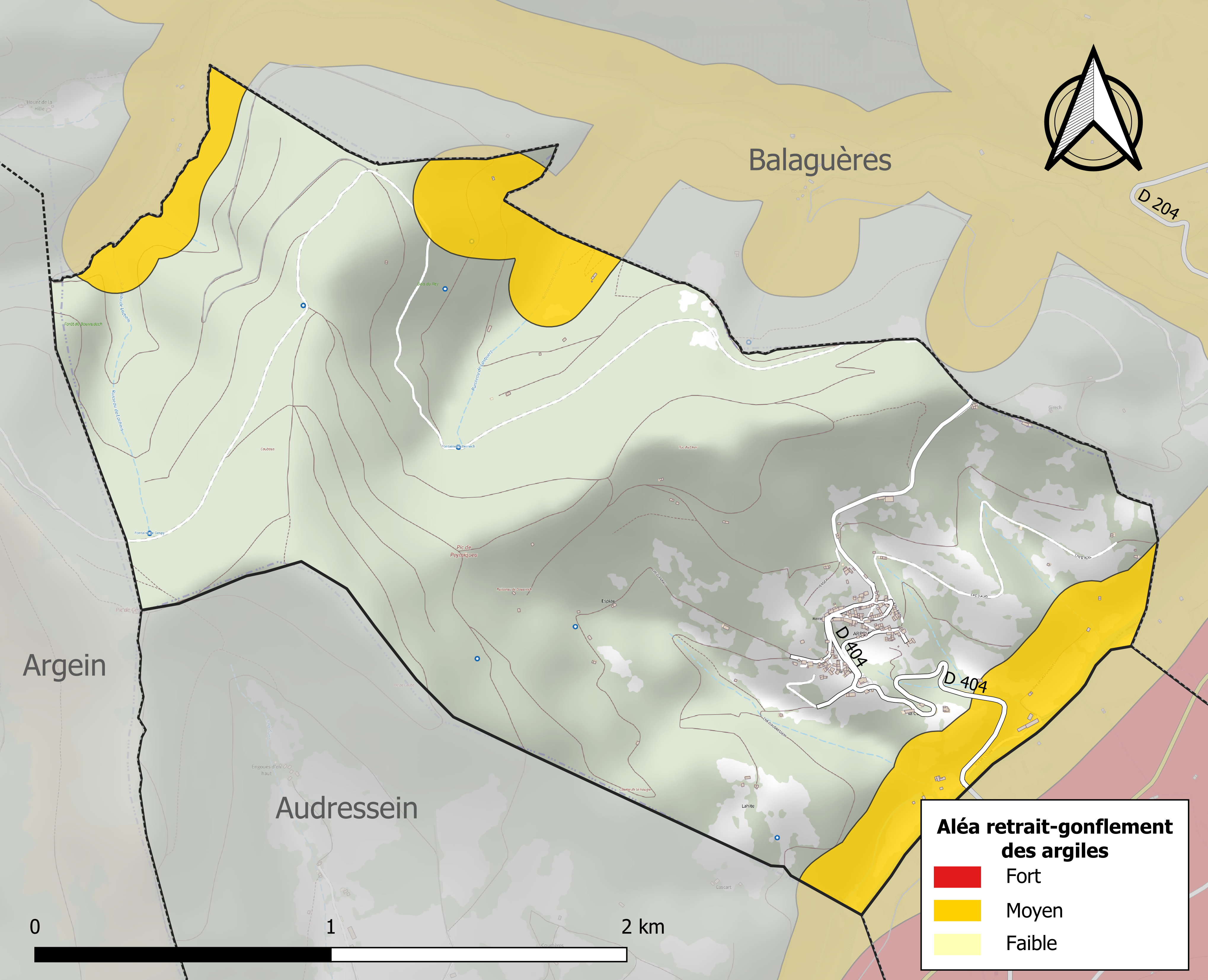
Zonage de l'aléa retrait-gonflement des argiles sur la commune d'Arrout.

Le territoire de la commune d'Arrout est vulnérable à différents aléas naturels : inondations, climatiques (grand froid ou canicule), feux de forêts, mouvements de terrains et séisme (sismicité modérée),.
Certaines parties du territoire communal sont susceptibles d’être affectées par le risque d’inondation par crue torrentielle d'un cours d'eau, ou ruissellement d'un versant.
Les mouvements de terrains susceptibles de se produire sur la commune sont soit des chutes de blocs, soit des glissements de terrains, soit des mouvements liés au retrait-gonflement des argiles. Près de 50 % de la superficie du département est concernée par l'aléa retrait-gonflement des argiles, dont la commune d'Arrout. L'inventaire national des cavités souterraines permet par ailleurs de localiser celles situées sur la commune.

## Histoire

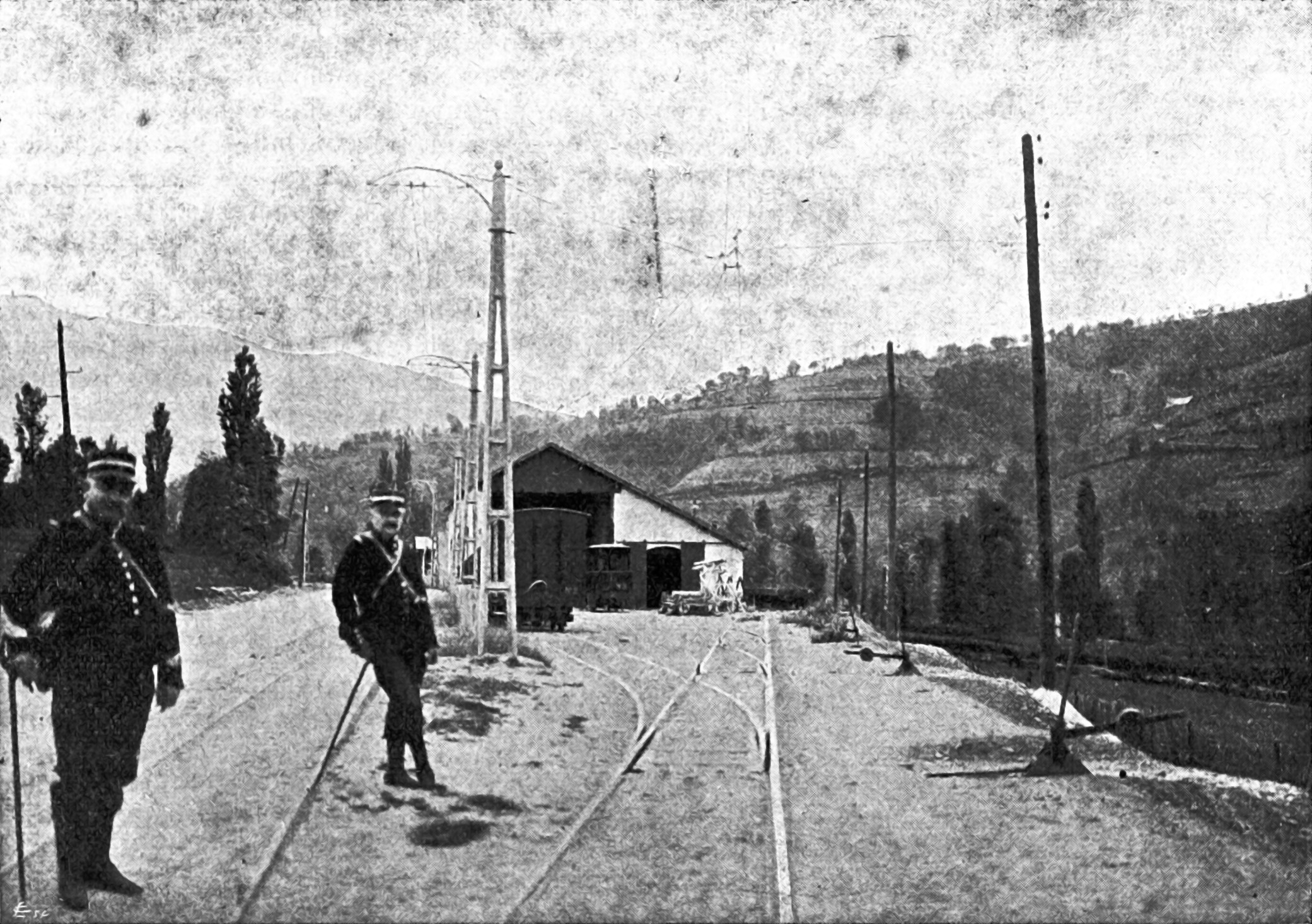
Le dépôt-atelier du tramway de Saint-Girons à Sentein en 1912

Des mines d’ardoise ont été exploitées sur la commune à différentes périodes dans des conditions difficiles.
Le tramway électrique de la ligne de Saint-Girons à Castillon et à Sentein a desservi la commune de 1911 à 1937. L’alimentation électrique de la ligne s’effectuait par une centrale hydroélectrique installée sur la commune où une dérivation du Lez entraînait des turbines par une chute d’eau de 18,25 m. La commune en recevait également le dépôt - atelier de la ligne.

## Politique et administration

### Découpage territorial
La commune d’Arrout est membre de la communauté de communes Couserans-Pyrénées, un établissement public de coopération intercommunale (EPCI) à fiscalité propre créé le 18 novembre 2016 dont le siège est à Saint-Lizier. Ce dernier est par ailleurs membre d’autres groupements intercommunaux.
Sur le plan administratif, elle est rattachée à l’arrondissement de Saint-Girons, au département de l’Ariège, en tant que circonscription administrative de l’État, et à la région Occitanie.
Sur le plan électoral, elle dépend du canton du Couserans Ouest pour l’élection des conseillers départementaux, depuis le redécoupage cantonal de 2014 entré en vigueur en 2015, et de la première circonscription de l’Ariège  pour les élections législatives, depuis le redécoupage électoral de 1986.

### Liste des maires

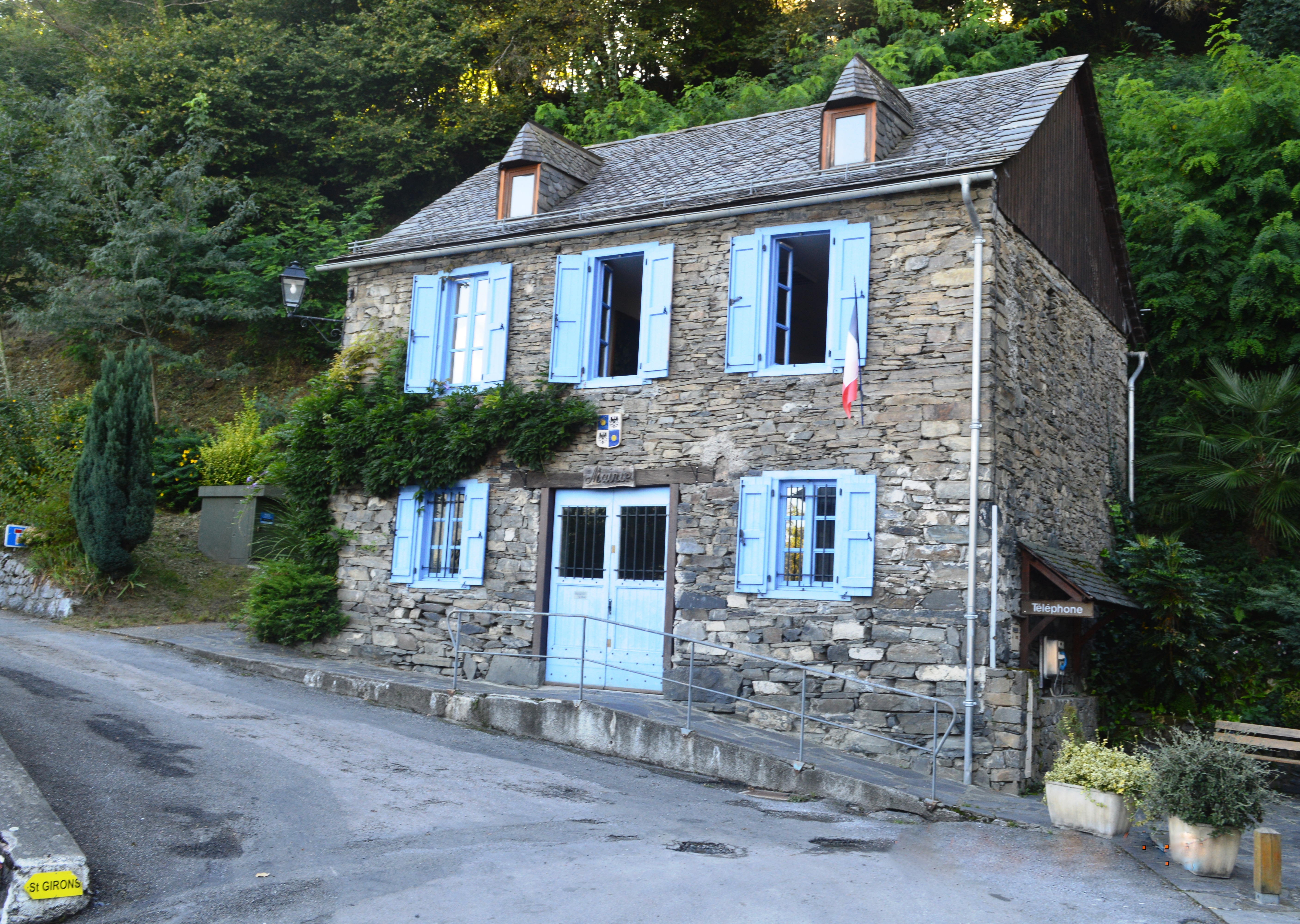
La mairie.

| Période                                  | Période  | Identité          | Étiquette | Qualité                          |
| ---------------------------------------- | -------- | ----------------- | --------- | -------------------------------- |
| mars 2001                                | 2010     | Georges Garié     |           |                                  |
| mars 2010                                | mai 2020 | Christiane Vignau |           | Retraitée de profession libérale |
| mai 2020                                 | en cours | Patrice Savarino  |           | Artisan                          |
| Les données manquantes sont à compléter. |          |                   |           |                                  |

## Démographie
L'évolution du nombre d'habitants est connue à travers les recensements de la population effectués dans la commune depuis 1793. Pour les communes de moins de 10 000 habitants, une enquête de recensement portant sur toute la population est réalisée tous les cinq ans, les populations de référence des années intermédiaires étant quant à elles estimées par interpolation ou extrapolation. Pour la commune, le premier recensement exhaustif entrant dans le cadre du nouveau dispositif a été réalisé en 2004.

En 2022, la commune comptait 92 habitants, en évolution de +10,84 % par rapport à 2016 (Ariège : +1,48 %, France hors Mayotte : +2,11 %).
| 1793 | 1800 | 1806 | 1821 | 1831 | 1836 | 1841 | 1846 | 1851 |
| ---- | ---- | ---- | ---- | ---- | ---- | ---- | ---- | ---- |
| 223  | 215  | 242  | 89   | 245  | 267  | 315  | 312  | 296  |

| 1856 | 1861 | 1866 | 1872 | 1876 | 1881 | 1886 | 1891 | 1896 |
| ---- | ---- | ---- | ---- | ---- | ---- | ---- | ---- | ---- |
| 316  | 297  | 264  | 262  | 277  | 265  | 254  | 261  | 256  |

| 1901 | 1906 | 1911 | 1921 | 1926 | 1931 | 1936 | 1946 | 1954 |
| ---- | ---- | ---- | ---- | ---- | ---- | ---- | ---- | ---- |
| 251  | 204  | 202  | 166  | 145  | 125  | 110  | 103  | 85   |

| 1962 | 1968 | 1975 | 1982 | 1990 | 1999 | 2004 | 2006 | 2009 |
| ---- | ---- | ---- | ---- | ---- | ---- | ---- | ---- | ---- |
| 68   | 52   | 44   | 47   | 64   | 60   | 65   | 61   | 73   |

| 2014 | 2019 | 2022 | - | - | - | - | - | - |
| ---- | ---- | ---- | - | - | - | - | - | - |
| 80   | 90   | 92   | - | - | - | - | - | - |

## Sports
À proximité de la sapinière se trouve un site de pratique de parapente référencé de la fédération française de vol libre.

## Économie

### Emploi
| Division       | 2008  | 2013   | 2018   |
| -------------- | ----- | ------ | ------ |
| Commune        | 9,6 % | 10 %   | 9,4 %  |
| Département    | 8,9 % | 11,1 % | 11,2 % |
| France entière | 8,3 % | 10 %   | 10 %   |

En 2018, la population âgée de 15 à 64 ans s’élève à 52 personnes, parmi lesquelles on compte 66 % d’actifs (56,6 % ayant un emploi et 9,4 % de chômeurs) et 34 % d’inactifs,. En  2018, le taux de chômage communal (au sens du recensement) des 15-64 ans est inférieur à celui de la France et du département, alors qu’en 2008 la situation était inverse.
La commune fait partie de la couronne de l’aire d’attraction de Saint-Girons, du fait qu’au moins 15 % des actifs travaillent dans le pôle,. Elle compte 20 emplois en 2018, contre 12 en 2013 et 15 en 2008. Le nombre d’actifs ayant un emploi résidant dans la commune est de 31, soit un indicateur de concentration d’emploi de 62,9 % et un taux d’activité parmi les 15 ans ou plus de 48,1 %.
Sur ces 31 actifs de 15 ans ou plus ayant un emploi, 10 travaillent dans la commune, soit 31 % des habitants. Pour se rendre au travail, 84,4 % des habitants utilisent un véhicule personnel ou de fonction à quatre roues, 9,4 % s’y rendent en deux-roues, à vélo ou à pied et 6,3 % n’ont pas besoin de transport (travail au domicile).

### Activités hors agriculture
9 établissements sont implantés  à Arrout au 31 décembre 2019.
Le secteur des autres activités de services est prépondérant sur la commune puisqu’il représente 33,3 % du nombre total d’établissements de la commune (3 sur les 9 entreprises implantées  à Arrout), contre 8,8 % au niveau départemental.
- La Maraude : colonie de vacances privée.
- « La Ferme de Lantein » : fromage de chèvre bio, frais et affiné.

### Agriculture
|                                   | 1988 | 2000 | 2010 |
| --------------------------------- | ---- | ---- | ---- |
| Exploitations                     | 7    | 1    | 1    |
| Superficie agricole utilisée (ha) | 64   | 20   | 17   |

La commune fait partie de la petite région agricole dénommée « Région pyrénéenne ». En 2010, l’orientation technico-économique de l’agriculture  sur la commune est l’élevage d’ovins et de caprins. une seule  exploitation agricole ayant son siège dans la commune est recensée lors du recensement agricole de 2010 (sept en 1988). La superficie agricole utilisée est de 17 ha.

## Culture locale et patrimoine

### Lieux et monuments
- L'église Saint-Pierre reçoit une porte templière du XIIIe siècle provenant de l'ancienne église romane détruite en 1846.
- Site de pratique pour le parapente.
- Un lavoir.

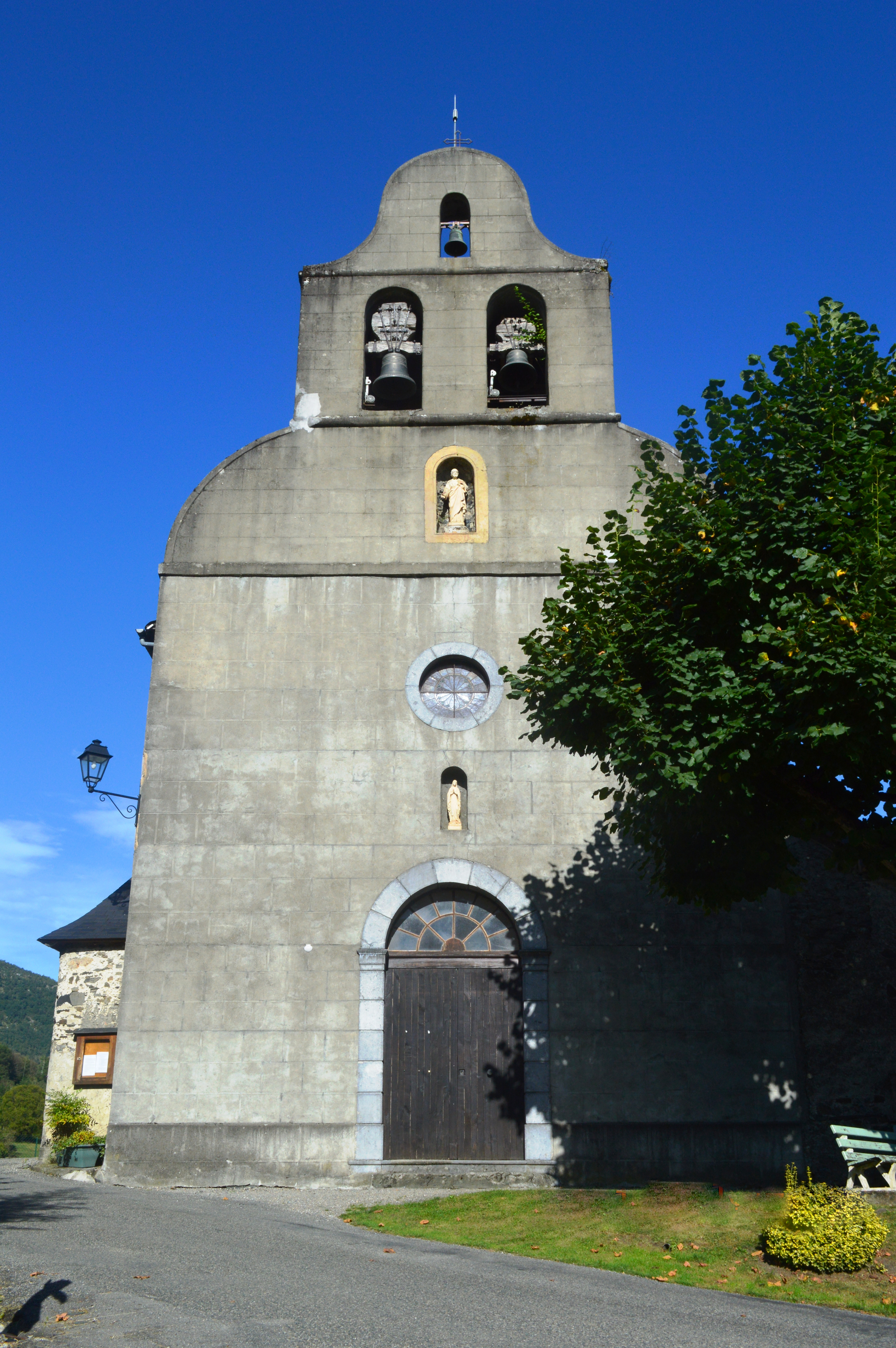
L'église à clocher-mur galbé.
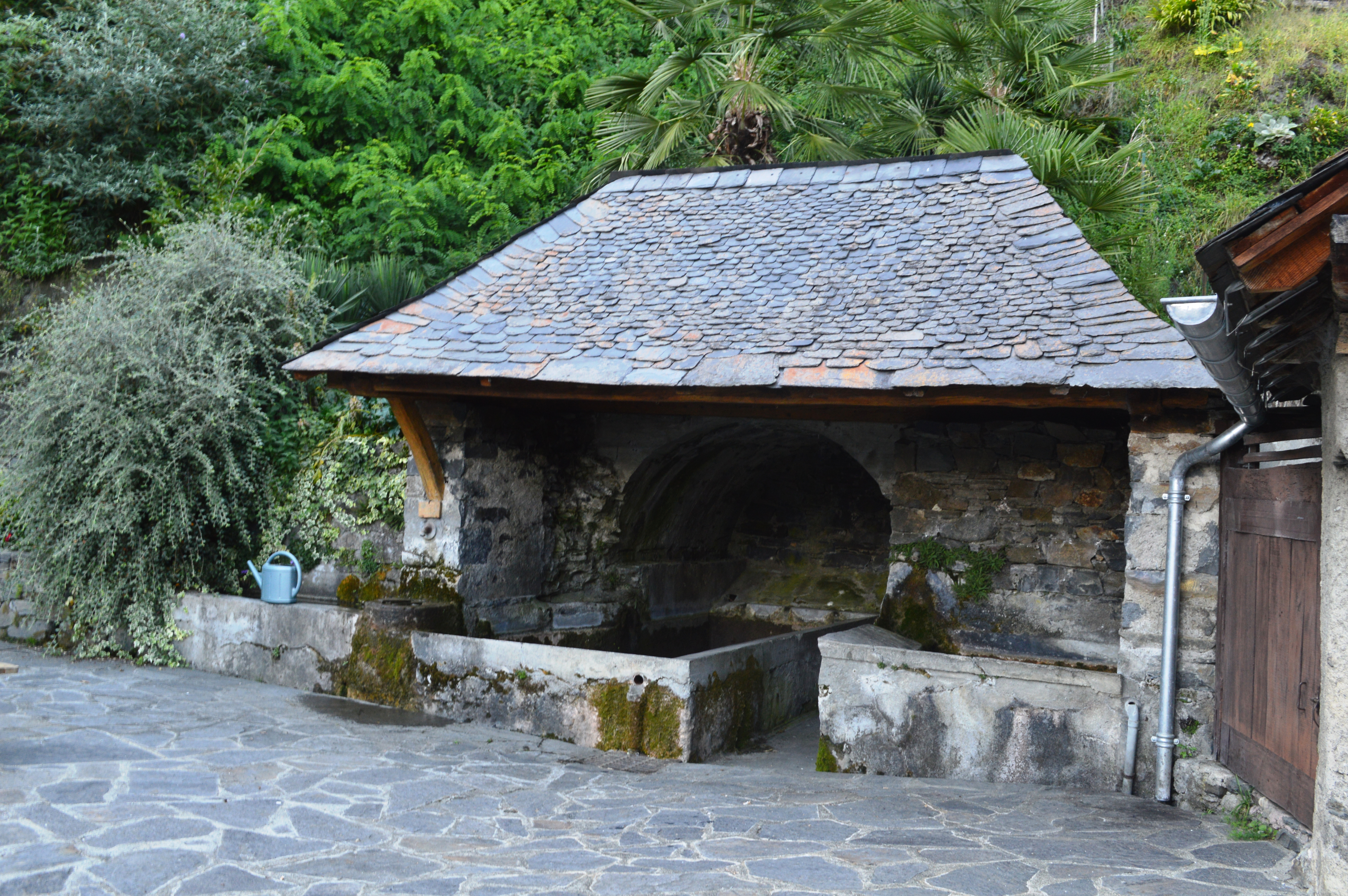
Un lavoir.
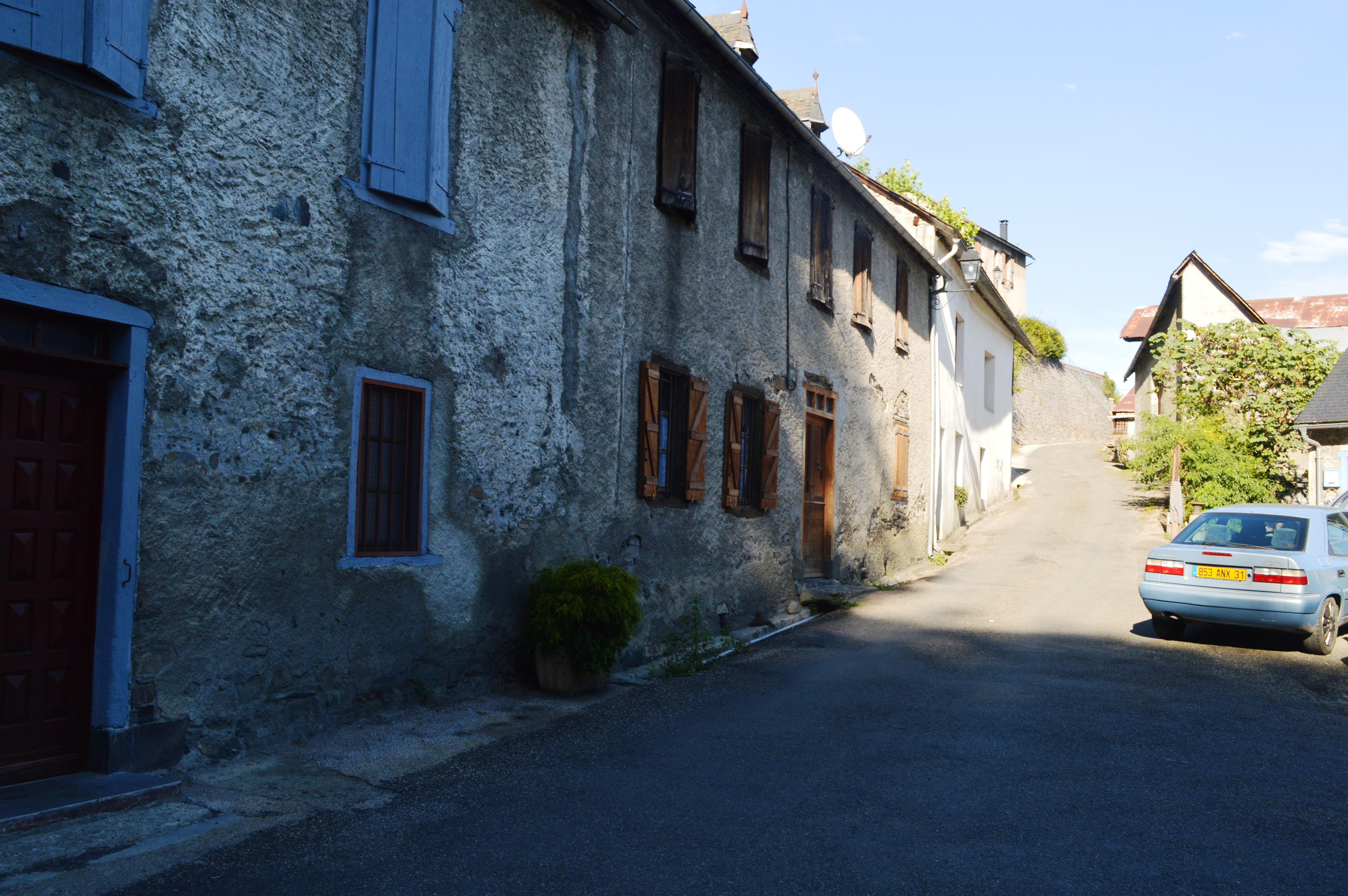
Une rue du village.
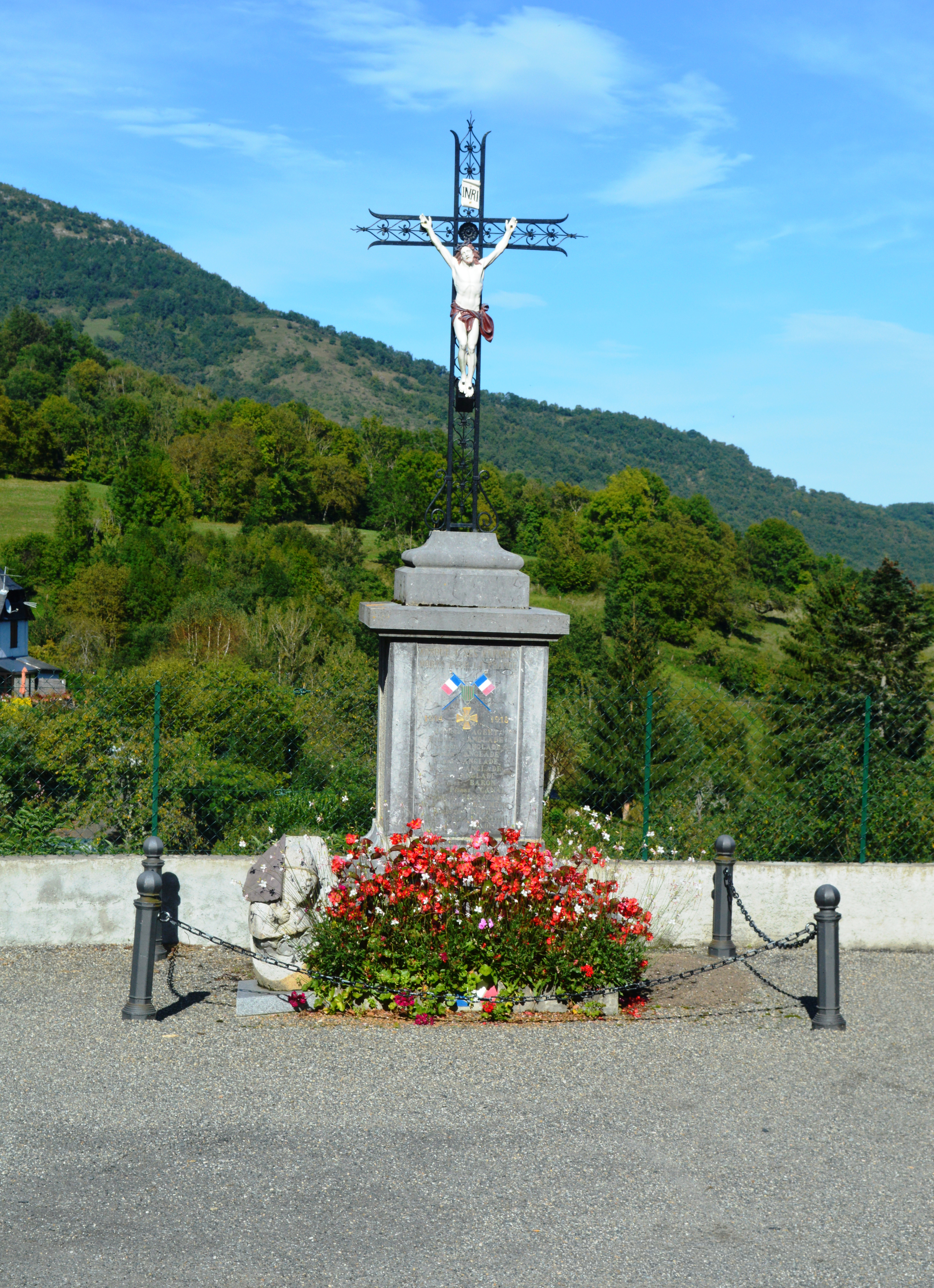
Monument aux morts surmonté d'une statue du Christ en croix.

### Distinctions culturelles
Arrout fait partie des communes ayant reçu l’étoile verte espérantiste, distinction remise aux maires de communes recensant des locuteurs de la langue construite espéranto.

### Personnalités liées à la commune
- Michel Larive (né en 1966), homme politique, conseiller municipal d’Arrout de 2008 à 2014. Il est élu député de La France insoumise en 2017.

### Héraldique
| Blason | Blasonnement : Écartelé : au 1er et 4e d'azur au besant d'or, au 2e et 3e d'argent à l'aigle de sable. |

## Pour approfondir